# Marcin Kocięcki
Marcin Kocięcki herbu Nieczuja – pisarz grodzki brański w latach 1556-1558, komornik ziemi bielskiej w r. 1548,  podstarości grodzki brański w latach 1547-1551, podpisek i pisarz ziemski bielski w latach 1538-1550.
Pochodził z województwa płockiego. Posiadał część dóbr Łubin. 